# المؤسسة البرازيلية للبحوث الزراعية

logo

إمبرابا اختصار إلى المؤسسة البرازيلية للبحوث الزراعية EMBRAPA هي شركة مملوكة للدولة تابعة لوزارة الزراعة البرازيلية، وهي مكرسة للأبحاث البحتة والتطبيقية في مجال الزراعة. تجري إمبرابا بحوثاً زراعية في العديد من المواضيع بما في ذلك الزراعة الحيوانية والمحاصيل.
طور علماء إمبرابا التربة الحمضية لتلائم زراعة فول الصويا ، مما قد يساعد البرازيل ليصبح المصدر الأول في العالم لفول الصويا.